# UMLS
UMLS (англ. Unified Medical Language System — унифицированный язык медицинских систем) — средство для разработки компьютерных систем «понимающих» биомедицинскую информацию и информацию в сфере здравоохранения. Разработка начата в 1986 году в Национальной медицинской библиотеке США (National Library of Medicine, NLM).
UMLS имеет три базы знаний (knowledge source): Метатезаурус, Семантическая Сеть, SPECIALIST-лексикон.
Цели UMLS:
1. создание исчерпывающих интеллектуальных компонентов медицинских информационных систем;
2. предоставление бесплатно интеллектуальных компонент системным разработчикам для интерпретации и уточнения требований заказчиков, отображения терминов заказчиков в соответствующие контролируемые словари и классификационные схемы, интерпретации естественного языка, создании структур данных. Эти средства также полезны как справочный материал для создателей баз данных, библиотекарей и т. п.
3. база знаний унификации языковой среды.

## UMLS и VistA
Следует отметить реализацию в практике полноты медицинского универсума (стандарты + управление) в системе VistA. Выполнение функций управления расширяет синтаксическую по сути природу UMLS до операционной семантики лямбда-исчислением языка MUMPS.
Большое значение для семантики имеют также большие/исчерпывающие ER-схемы вызревавшие в ходе тридцатилетнего развития VistA.

## OASIS
Еще одной системой исчерпывающего описания онтологических структур медицины является мета-проект стандартизации OASIS: XML in Clinical Research and Healthcare Industries.
Программной реализацией концепции OASIS является система ebXML.

## Актуальная версия
Текущая версия UMLS (2022AB) обеспечивает терминологический охват свыше 4.6 млн концептов — уникальных междисциплинарных понятий, классифицированных по тематической принадлежности на 127 групп. Семантически близкие концепты соединены связями, однозначно отнесенными к 9 основным (и 2 дополнительным) типам и 992 уточняющим необязательным подтипам (уточнениям). Практически каждый концепт UMLS связан хотя бы с одним другим концептом, что позволяет представить данный свод терминов в виде ориентированного мультиграфа с 98 млн уникальных связей. Актуальная версия UMLS (2022AB) содержит три справочника терминов (304 тыс.), экспертно адаптированных и переведенных на русский язык. Их доля составляет менее 3% от суммарного числа русскоязычных и англоязычных терминов (11,5 млн) метатезауруса. Всего UMLS содержит 76 международных справочников.